# Penelopides samarensis
Il bucero di Samar (Penelopides samarensis Steere, 1890) è un uccello della famiglia dei Bucerotidi. Il suo areale è limitato ad alcune isole delle Filippine e, come tutti i buceri, nidifica nelle cavità degli alberi: la femmina, all'interno della cavità, mura l'ingresso della camera di cova ad eccezione di una stretta fessura, attraverso la quale il maschio rifornisce di cibo lei e i nidiacei.

## Descrizione
Il bucero di Samar è uno dei buceri più piccoli: il suo corpo misura 45 centimetri di lunghezza. La coda del maschio misura in media 19,9 centimetri, la coda della femmina è leggermente più corta, misurando 17,9 centimetri. Il becco del maschio misura in media 10,1 centimetri, quello della femmina è leggermente più corto, 8,1 centimetri in media. I due sessi differiscono anche per quanto riguarda il peso. I maschi pesano in media 509 grammi, le femmine 422 grammi. Il dimorfismo sessuale è così pronunciato che i due sessi possono essere facilmente distinti anche sul campo.
I maschi hanno petto, collo e testa di colore bianco-giallastro; il resto del corpo è nero. Le copritrici caudali superiori, tuttavia, sono di colore bruno-rossastro pallido. Quest'ultima è una caratteristica propria del bucero di Mindanao, e, per tale motivo, il bucero di Samar è stato per lungo tempo considerato una sua sottospecie. Nelle femmine, invece, anche collo, petto e testa sono neri; le zone prive di piume sulla faccia sono di colore blu pallido. Nel maschio, invece, le zone prive di piume intorno agli occhi sono beige, mentre la pelle nuda della gola è nera. Mentre il maschio ha zampe e piedi marrone scuro, la femmina li ha neri.
Il bucero di Samar è l'unica specie di bucero presente nel suo areale.

## Biologia
Le abitudini del bucero di Samar sono state esaminate solo superficialmente. Vive da solo o in coppia, ma occasionalmente, sugli alberi da frutto, può essere avvistato anche in piccoli gruppi fino a 12 individui. Si ritiene che sia onnivoro come la stragrande maggioranza dei buceri. I fichi svolgono un ruolo importante nella dieta, ma probabilmente si nutre anche di artropodi e di piccoli vertebrati.
Due femmine prossime alla nidificazione sono state osservate in aprile e maggio. Un esemplare in cattività depose una covata di tre uova. Sempre in cattività, entrambi i partner sono stati visti collaborare alla muratura dell'ingresso alla camera di nidificazione. La femmina lascia il nido prima dei giovani. Questo comportamento è stato osservato in molte specie di bucero.

## Distribuzione e habitat
Il bucero di Samar è presente sull'isola filippina di Samar e sulle più piccole Leyte e Bohol. La topografia di Samar è caratterizzata da un terreno di basse colline che al centro si innalza fino a 800 metri sul livello del mare. Il fiume più grande di Samar è il Catubig, che nasce nella zona centro-settentrionale dell'isola e sfocia nel mar delle Filippine. Nel sud-est dell'isola c'è una catena montuosa caratterizzata da fenomeni carsici; qui si trova il parco nazionale di Sohoton, che fa parte del più esteso parco naturale di Samar. Su tutte e tre le isole dove è presente il bucero, la principale minaccia alla sua sopravvivenza è la crescente deforestazione. Alla fine del XX secolo, le foreste coprivano ormai soltanto il 30% di Samar, il 20% di Leyte e il 10% di Bohol.
Il bucero di Samar è una specie forestale. Vive nelle foreste primarie ed è particolarmente comune nelle radure e lungo i bordi delle foreste. In casi eccezionali, si può incontrare anche su alberi da frutto isolati se non sono troppo lontani dalla foresta.